# Горлово (Рязанская область)
Горлово — село в Скопинском районе Рязанской области России, административный центр Горловского сельского поселения.

## География
Село расположено на берегу реки Мокрая Табола в 34 км на запад от райцентра города Скопин, железнодорожная станция Миллионная на линии Узловая I — Павелец.

## История
Первоначальное построение в селе Горлове церкви святого великого Христова мученика Димитрия Селунского, как замечено в окладных книгах 1676 года, относится к 1671 году. В середине XVIII века церковь сгорела, на её месте поставлена была другая также деревянная церковь того же храмонаименования, которая была освящена в 1752 году. В 1819 году в новой каменной церкви был освящена придел в честь Святителя Николая, настоящий Дмитриевский храм был окончен и освящен в 1827 году. В 1862 году был пристроен с левой стороны трапезы другой придел во имя Трех Святителей. В 1870 году вокруг церкви устроена каменная с железными решетками ограда. В 1844 году местным священником открыта была школа, в 1877 году открыта школа для девочек
.
В XIX — начале XX века село являлось центром Горловской волости Скопинского уезда Рязанской губернии. В 1906 году в селе было 592 двора.
С 1929 года село являлось центром Горловского сельсовета и Горловского района Рязанского округа Московской области, с 1937 года — в составе Рязанской области, с 1959 года — в составе Скопинского района, с 2005 года — центр Горловского сельского поселения.

### Станция Миллионная
В конце XIX века через скопинские земли проложили железную дорогу. Но прошло почти тридцать лет, с 1869 по 1898 гг., пока недалеко от села Горлово построили почтовую железнодорожную станцию.
Примерно к этому периоду относится описание села, сделанное известным русским исследователем Семёновым — Тян-Шанским: «За Клекотками железнодорожный путь, перейдя границу Рязанской губернии, достигает в 11 верстах станции Миллионной (Кашина), расположенной в верховьях реки Мокрой Таболы, у обширного села Горлово. Село это — одно из самых значительных в Скопинском уезде. В торговле самой крупной является хлебная группа. Кашинская станция грузит до 800 000 пудов преимущественно хлебных грузов. Железнодорожная станция была переименована из Кашина в Миллионную в честь рекордной отправки зерна в количестве миллиона пудов…»
С появлением железной дороги село стало стремительно развиваться. Около станции были расположены большие зерновые склады и склады с лесоматериалами. В базарные дни здесь продавали «с колес» домашний скот. С Миллионной можно было доехать до Скопина и Узловой. Недалеко от станции в добротных домах жили состоятельные торговцы.
В 1941 году при отступлении из села немцами были обстреляны и уничтожены многие строения, в том числе пострадало здание станции.
В 1968 году было построено новое здание железнодорожного вокзала. До 1960 года была жезловая система отправки поездов, позже её сменила электрозащелочная, а с 1983 года полуавтоматическая блокировка.

## Население
| 1859 | 1897  | 1906  | 1926  | 1939  | 2010 |
| ---- | ----- | ----- | ----- | ----- | ---- |
| 2119 | ↗3910 | ↗4669 | ↗5153 | ↘4773 | ↘790 |

## Известные уроженцы, жители
- Новиков, Валерий Андреевич (1937—2006) — советский и российский инженер-исследователь.

## Инфраструктура
В селе имеются Горловская средняя общеобразовательная школа, амбулатория, дом культуры, отделение связи.

## Достопримечательности

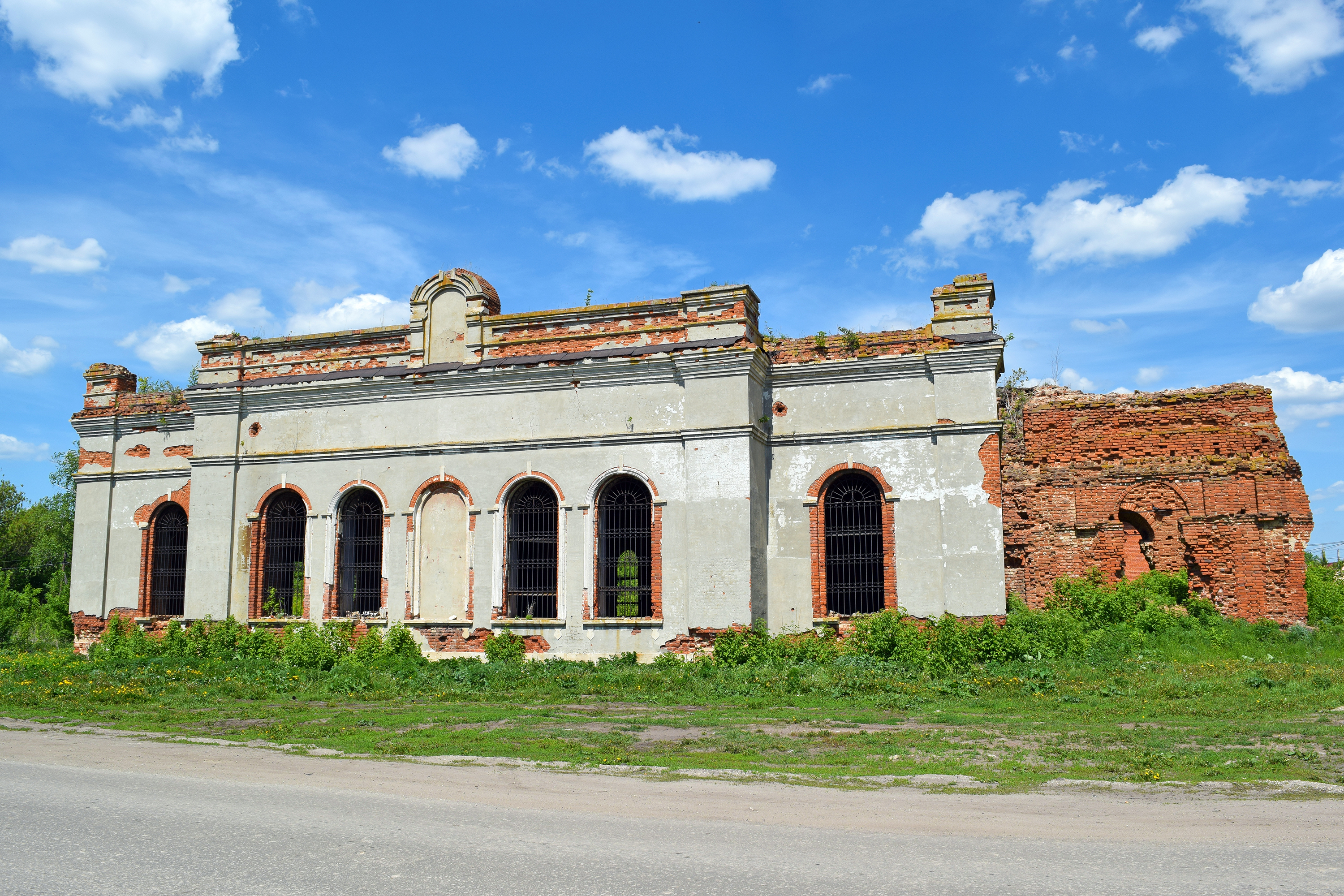
Церковь села Горлово

В селе расположена недействующая Церковь Димитрия Солунского (1827).

## Улицы села Горлово
На плане села 1891 года указаны три улицы и два порядка: Вознесенский и Ольховец. В начале XX века с ростом населения существовало уже 4 улицы.

### Базарная улица
Это одна из самых старых улиц села. Сначала она звалась Комарёвщина, но позже была переименована в Базарную. Связано это с тем, что на этой улице по воскресеньям проходили базары, на которые съезжались торговцы и покупатели не только из соседних сел и деревень, но и из Скопина, Тульской и Липецкой областей.
Базар располагался вдоль всей улицы, занимая и территорию за ней до Красной улицы, с большим количеством повозок, и продолжался 2-3 дня. Были организованы торговые ряды, где продавали мясо, лошадей, коров, овец, продукты, зерно, сено, валенки, муку. В отдельных палатках принимали шкуры животных. Здесь же бегали ребятишки и продавали за 1 копейку кружку воды.
Осенью, зимой и летом продавались бакалейные, мануфактурные, галантерейные, скобяные, мучные товары, крупа, мука, рожь, овёс, весной — мука, овёс, просо, пшено, картофель, овощи, мясо, бороны, сохи, обувь, семенной товар.
31 января проходила Трёхсвятская ярмарка и продолжалась 3 дня. Для приезжих позже был открыт Дом колхозника, где могли остановиться приезжие торговцы.
Около церкви продавали изделия гончарных мастеров из Рудинки: крынки, кувшины, кружки, миски, там же можно было купить корыта, кадушки, бочки, лапти. Женщины приносили свои вышитые и вязаные изделия, тканные полотенца и дорожки. Здесь же жители улицы Веников продавали рассаду и берёзовые веники.
В 1970 году улица была заасфальтирована.

### Московская улица
Считается главной улицей села. До 1917 года она называлась Самодуровкой, будто бы в насмешку над жителями её так назвали богачи.
В 1936 году по решению сельского схода неблагозвучную Самодуровку переименовали в Московскую, связано это с тем, что в 1935 году Горлово перешло в состав Московской области.
В 1960-х годах улица была заасфальтирована, проведён водопровод с колонками. В её начале находилось здание милиции и суда, позже в нём расположился продуктовый магазин. В конце улицы проходит железная дорога Узловая — Ряжск, которая соединяет города Тульской и Рязанской областей. Недалеко от переезда находится станция Миллионная.
Проезжая по этой улице, можно попасть в села Петрушино, Богослово, города Михайлов, Рязань, Тулу, Москву.

### Октябрьская улица
Одна из самых красивых улиц села. Некогда очень глубокая, широкая и быстрая речка Мокрая Табола разделяла улицу Октябрьская на две части: до моста звалась Тадинкой, после моста Вениковъ. По рассказам сельчан, жители ходили в соседние берёзовые рощи и заготавливали там веники, которые потом продавали на базаре.
Дома на этих улочках были маленькие, деревянные, крытые соломой. До революции 1917 года насчитывалось 65 таких построек. В каждом доме жили большие семьи, спали на полатях, на соломе, брошенной на пол. Зимы были суровые, снежные, иногда снег полностью закрывал дома до самых крыш. Отапливались они соломой.
С левой стороны улицы на огородах располагался ещё порядок, состоявший из 12 домов. В 1671 году в начале улицы была построена деревянная церковь, которая сгорела. Построенная на этом месте новая деревянная церковь была освящена 24 марта 1752 года, но и она сгорела. В конце XVIII века началось строительство каменного храма Димитрия Солунского, освящение которого состоялось в 1827 году.
В 1905 году была построена больница, а через дорогу на месте уничтоженной немцами амбулатории после войны построили поликлинику.
В 1957 году на сходе жителей было решено переименовать улицу Тадинка в Октябрьскую. В 50-е годы была построена санэпидемстанция, в доме С. С. Бурмистрова размещалась большая библиотека, а в начале улицы располагался книжный магазин.

### Советская улица
Раньше эта улица называлась до моста — Капкас, а за мостом — Понизы, её разделяет на две части приток реки Мокрая Табола — Горловка. Советская улица — одна из четырёх центральных улиц села, в 30-е годы прошлого столетия она была переименована активистами в Советскую в честь строительства новой советской власти.
Недалеко от центра села располагалась районная книжная база. Сюда поступали книги от разных книгоиздательств, которые распределялись по торговым точкам, в том числе и в Горловский книжный магазин. После упразднения Горловского района книжная база в 1960 году была расформирована.
На этой улице стояли дома самых состоятельных людей Горлово: купцов и торговых людей. Напротив стоит разрушенный кирпичный двухэтажный дом, до 1930 года принадлежавший торговцу Шахветову. В 1941 году здесь разместилась детская библиотека, которую в 1983 году перевели в здание Горловской библиотеки.
В самом начале улицы находились почтовый узел связи, АТС, сбербанк (построены в конце 1980-х годов) и хозяйственный магазин. За ними проходит небольшой проулок, прозванный жителями Поповской улицей, на ней стояли дома священнослужителей. Сохранился большой дом священника, в котором сначала был Горловский банк, позже военкомат, а доме торговца и церковного старосты А. М. Калашникова была аптека.
В двухквартирном доме работала районная аптека, изначально принадлежавшая купцу Здановичу Виктору Феликсовичу, о чём упоминается в газете «Вся Россия» от 1912 года. С левой стороны находился двухэтажный дом, владельцами которого были богатые торговцы братья Черкасовы. На первом этаже размещалась сапожная мастерская, на втором жила семья состоятельного горловчанина Гусева. Впоследствии в этом доме на первом этаже разместилось почтовое отделение, а на верхнем — телеграф и телефон.
Улицу Советская пересекает речка Горловка, которая в весенние разливы затопляла большую площадь земли вплоть до здания начальной школы, которая была построена в 1913 году. Школа была 2-х этажной, кирпичной. Вокруг школы был посажен фруктовый сад.

### Улица Садовая
Прежнее название — порядок Ольховец, Картень. Славилась своими плодовыми садами. Жители продавали выращенные ягоды и яблоки на воскресных базарах.
На улице находилась церковно-приходская школа, построенная в конце XIX века, в ней совместно обучались мальчики и девочки. После революции здесь открыли начальную школу, которая просуществовала до 1951 года. После ремонта в это здание перевели детский сад, находившийся до этого в доме Л. П. Пережогиной.
Рядом со станцией располагались купеческие дома с большими плодовыми садами, склады с зерном и лесом. В народе улицу звали Миллионновкой, так как по ней можно было пройти к железнодорожной станции Миллионная. Славилась улица и непролазной грязью.
После Октябрьской революции улицу переименовали в Садовую. На этой улице были построены здания Райфо, милиции, в 1970 году — новое здание сельсовета, а в 1983 году — правление АО «Горлово».

### Красноармейская улица
Застроена в годы Советской власти. Находится за Московской улицей. Место низкое, здесь всегда стоит вода. На ней располагался молокозавод, зерновой колхозный склад и ясли.

### Улица Заречная
Первоначально улица называлась Барановкой по фамилии живущего на ней купца Баранова, торговавшего мясными продуктами. В 1945 году переименована в улицу Сталина, а в 1957 году сельский сход переименовал улицу в Заречную. В 1938 году здесь была построена ветеринарная лечебница.

### Улица Красная
Образована позже других. Изначально здесь находилось сельское кладбище, на котором сохранились захоронения, относящиеся к началу XVIII века. Позже возникла улица, называлась она Непочетовкой. Возможно, от того, что здесь селились молодые, не желавшие жить с родителями под одной крышей, и строили себе дома отдельно. Название Красная, очевидно, связано с революционной деятельностью страны.
На окраине села у пруда работала колхозная кузница. Своим мастерством на всю округу славился кузнец Оводов Сергей Иванович. Улица была знаменита тем, что на её окраине еженедельно проводились большие базары.